# Delete Forever
«Delete Forever» es un sencillo grabado por la cantante canadiense Grimes . Fue lanzado el 12 de febrero de 2020, bajo el sello 4AD como el quinto sencillo de su quinto álbum de estudio, Miss Anthropocene.

## Antecedentes
La canción está dedicada a seis amigos de Grimes, que murieron por  sobredosis de opiáceos, y la letra de la canción habla de la adicción a las drogas (que también padecía Grimes), y lo estereotipo del artista torturado.

## Vídeo musical
El 12 de febrero de 2020, el video musical de la canción se estrenó en YouTube. La cantante interpreta a "una reina que supervisa su imperio en ruinas".  El video estaba basado en el cuarto volumen del manga cyberpunk japonés Akira, mientras que su ambientación fue creada en el programa de modelado 3D Blender, por el hermano de Grimes, Mac Boucher.